# 石棉南星
石棉南星（学名：Arisaema shihmienense）为天南星科天南星属的植物，是中国的特有植物。分布在中国大陆的重庆市、四川省等地，生长于海拔2,600米的地区，常生长在林中，目前尚未由人工引种栽培。

## 别名
麻芋子（四川石棉）